# 71-411
71-411は、ロシア連邦の輸送用機器メーカーであるウラルトランスマッシュが展開する路面電車車両。バリアフリーに適した部分超低床電車である。

## 概要・運用
ロシア連邦の輸送用機器メーカーであるウラルトランスマッシュは、チェコの企業連合であるアライアンスTWとライセンス契約を結び、同連合が展開する部分超低床電車のヴァリオLFを基にした標準軌（軌間1,435 mm）向け車両である71-412を開発している。この項目で取り上げる71-411は、この71-412を基に狭軌（軌間1,000 mm）の路面電車に適した車両として開発された車両である。
車体の片側に運転台や乗降扉が設置されているボギー車で、狭い車両限界や急曲線を有する路線向けに設計が行われており、最小通過半径は14 mとなっている他、車幅も71-412（2,490 mm）より狭い2,200 mmとなっている。また、既存の車両（タトラT3SU）から台枠など一部部品を流用する前提で設計された71-412と異なり、71-411は車体を含めた全ての部品が新造されている。そのうち台車は整備が不十分なレールの上でも安定した走行や振動の抑制が可能となるよう設計がなされている。
低床部分は車体中央に存在しており、車内全体の40 %に該当する。この部分にはベルトや音響・視覚情報案内装置を備えた車椅子用のフリースペースが設置されている他、両開き式の乗降扉付近には開閉時に点滅するランプが設置されている。
最初の試作車は2019年に完成し、翌2020年からクリミア半島のイェウパトーリヤ（イェウパトーリヤ市電）での試運転が実施された。これを基に、市電を運営する路面電車管理公社（МУП "Трамвайное управление"）は同年に27両の量産車の発注を実施しており、2021年7月23日以降順次営業運転に投入されている。これらのうち7両については両運転台車両として発注が行われており、形式名も71-411-03として区分されている。
また、2024年にはピャチゴルスクに軌間1,000 mmの路線網を有するピャチゴルスク市電向けの車両を製造する契約が交わされており、同年3月から営業運転を開始している。以降、同年内に8両が導入される他、6月には4両の追加発注が実施されており、旧型車両の置き換えのため最大30両の導入も検討されている。

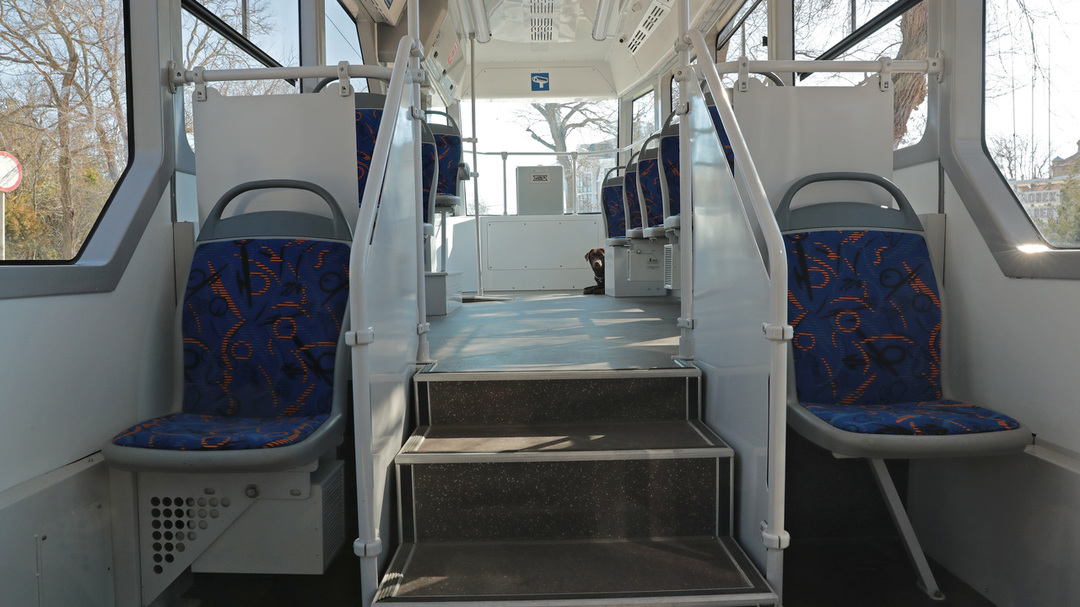
車内
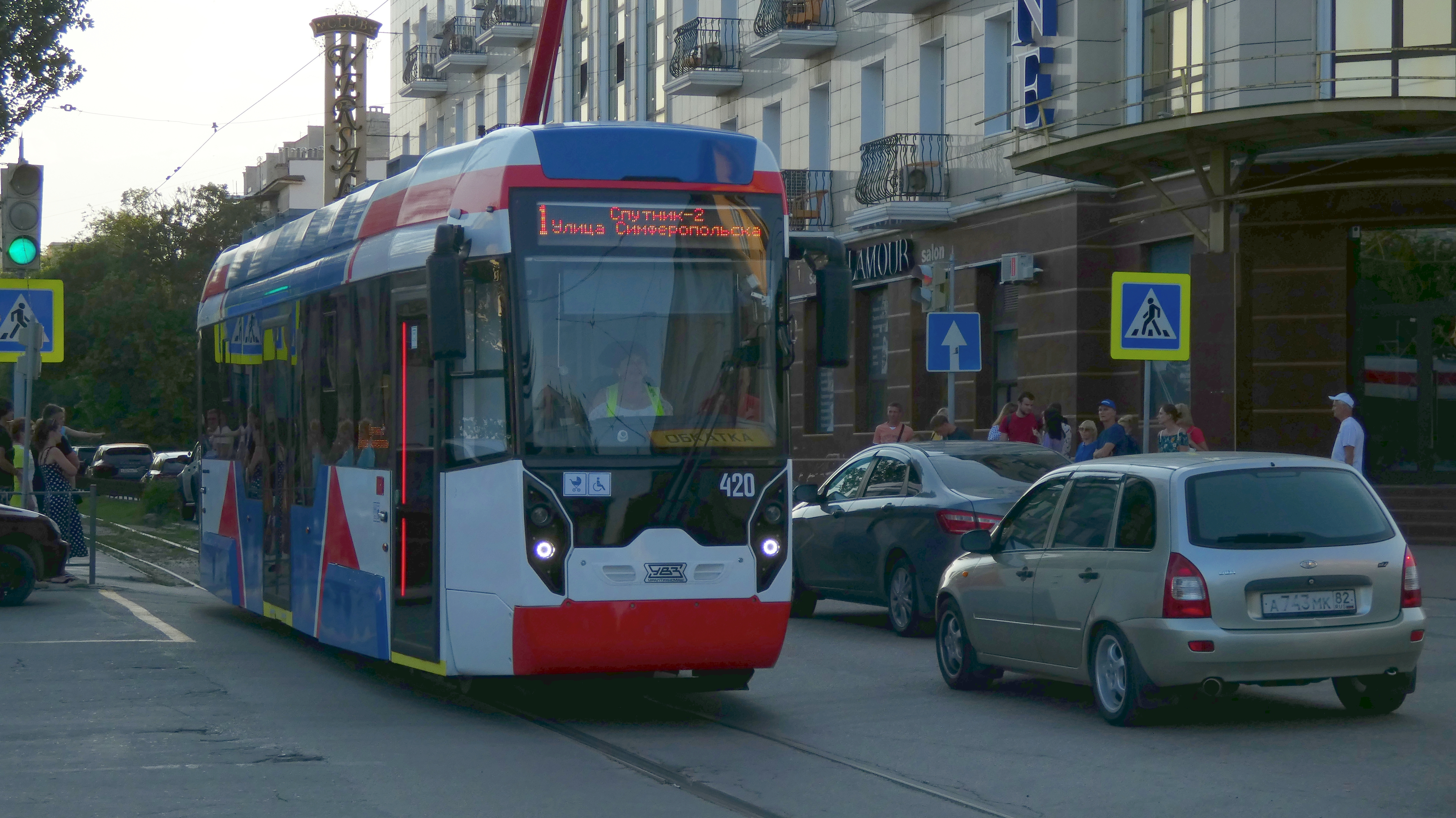
イェウパトーリヤ市電に導入された量産車（2021年撮影）